# Proložac
Proložac (in italiano: Prolosaz, desueto) è un comune della Regione spalatino-dalmata in Croazia. Al 2001 possedeva una popolazione di 4.510 abitanti.

## Località
Il comune di Proložac è suddiviso in 5 frazioni (naselja) di seguito elencate. Tra parentesi il nome in lingua italiana, generalmente desueto.
- Donji Proložac
- Gornji Proložac
- Postranje
- Ričice (Ricizze[4])
- Šumet